# The Cricket on the Hearth (film 1914 Biograph)
The Cricket on the Hearth è un cortometraggio muto del 1914 prodotto dalla Biograph Company. La regia non è firmata. Il film, distribuito dalla General Film Company,  uscì nelle sale l'8 settembre 1909.
Remake di The Cricket on the Hearth, tratto dal racconto di Charles Dickens e diretto da David W. Griffith.

## Produzione
Il film fu prodotto dalla Biograph Company.

## Distribuzione
Distribuito dalla General Film Company, il film - un cortometraggio di venti minuti - uscì nelle sale cinematografiche statunitensi l'8 settembre 1914.
Non si conoscono copie ancora esistenti della pellicola che viene considerata presumibilmente perduta.